# Albert Hoyt Taylor
Albert Hoyt Taylor (Chicago, 1 de janeiro de 1879 — Los Angeles, 11 de dezembro de 1961) foi um engenheiro eletrônico estadunidense.
Foi pioneiro no desenvolvimento do radar.